# Pleskó László
Pleskó László (Budapest, 1961. december 26. –) egykori NBI-es kapus, aktív pályafutása befejezését követően kapusedzőként dolgozik. Jelenleg az MTK korosztályos csapatainak kapusaival, köztük az MTK női csapatának hálóőreivel foglalkozik.

## Pályafutása
Az MTK-VM saját nevelésű játékosa. Az MTK színeiben mindössze egyszer szerepelt az élvonalban, amikor a klub történetében először búcsúzott az élvonaltól 1980–81-ben. Az 1990–91-es idényben a negyedik helyezett Vác csapatában védett két alkalommal újra az élvonalban. Ezt követően a másodosztályú Paks csapatában játszott. Visszavonulása utána az MTK-nál lett kapusedző. A korosztályos és a női csapat kapusainak edzéseit irányítja.

## Sikerei, díjai
- Magyar bajnokság
  - 4.: 1990–1991